# Forschungsreaktor Diorit
Diorit war der Name eines Forschungsreaktors des Eidgenössischen Instituts für Reaktorforschung (EIR) in Würenlingen (Kanton Aargau, Schweiz).
Dieser Kernreaktor wurde vom EIR von 1960 bis 1977 betrieben. Der Moderator war Schweres Wasser (D2O). Darüber hinaus wurde das Schwere Wasser als Kühlmittel genutzt. Der ursprüngliche 1960 in Betrieb genommene Reaktor hatte dabei eine thermische Leistung von 20 MW. Als Brennstoff kam im Forschungsreaktor zunächst Natururan, später angereichertes Uran zum Einsatz, wobei die 2 Meter langen aluminiumumhüllten und nickelummantelten Brennelemente von der kanadischen Firma AMF Atomics Canada Ltd. hergestellt wurden.

## Militärische Hintergründe
Das schwere Wasser (Deuterium) besitzt eine besonders gute Neutronen-Ökonomie, was sich wiederum besonders gut für die Produktion von qualitativ gutem Waffen-Plutonium eignet. Zwar wurde der Diorit in der Tat für zivile Forschungszwecke verwendet, es wurde von ihm nie Waffen-Plutonium abgezweigt. Wie der Historiker Jürg Stüssi-Lauterburg in einer Studie über bisher geheim klassifizierte Sitzungs-Protokolle aufzeigte, fühlten sich die Schweizer Militärs im Kalten Krieg aufgrund des Diorit dennoch berechtigt, die Schweiz in einem nuklearen Schwellenmacht-Status zu sehen. Dass die Armee in gewissen Phasen des Kalten Krieges eine Nuklearbewaffnung klar anstrebte, war öffentlich durchaus bekannt. So referierte z. B. ein Solothurner Major 1957 in einer Jubiläumsschrift folgende Sentenz: ... Militärische Gesichtspunkte zwingen deshalb zur Beschaffung von Atomwaffen auch für einen Staat, dessen Armee sich ausschliesslich auf die Verteidigung beschränkt.

## Störfall 1967
1967 produzierte der Diorit ein angeschmolzenes Brennelement, das die Reaktorhalle kontaminierte. Auch wurden deutlich erhöhte Radioaktivitäts-Abgaben in der Aare registriert. In der Folge des Störfalls musste auch das gesamte primäre Schwerwasser-Kühlsystem durch Ausbeizung dekontaminiert werden.

## Umbau zu Diorit II
Als Folgemaßnahme des Störfalls von 1967 wurde beschlossen, den Reaktortank auszuwechseln. Der Umbau diente hierbei unter anderem dem Umstieg vom Betrieb als Natururan-Reaktor zu einem Betrieb mit angereichertem Urandioxid als Brennstoff. Einzelne Arbeiter wurden bei den Umbau-Arbeiten erhöhten Strahlendosen ausgesetzt, die bei Einzeldosen von bis zu 1020 mrem lagen, während die höchste akkumulierte Personen-Gesamtdosis bei 2600 mrem (26 mSv) lag.

## Rückbau

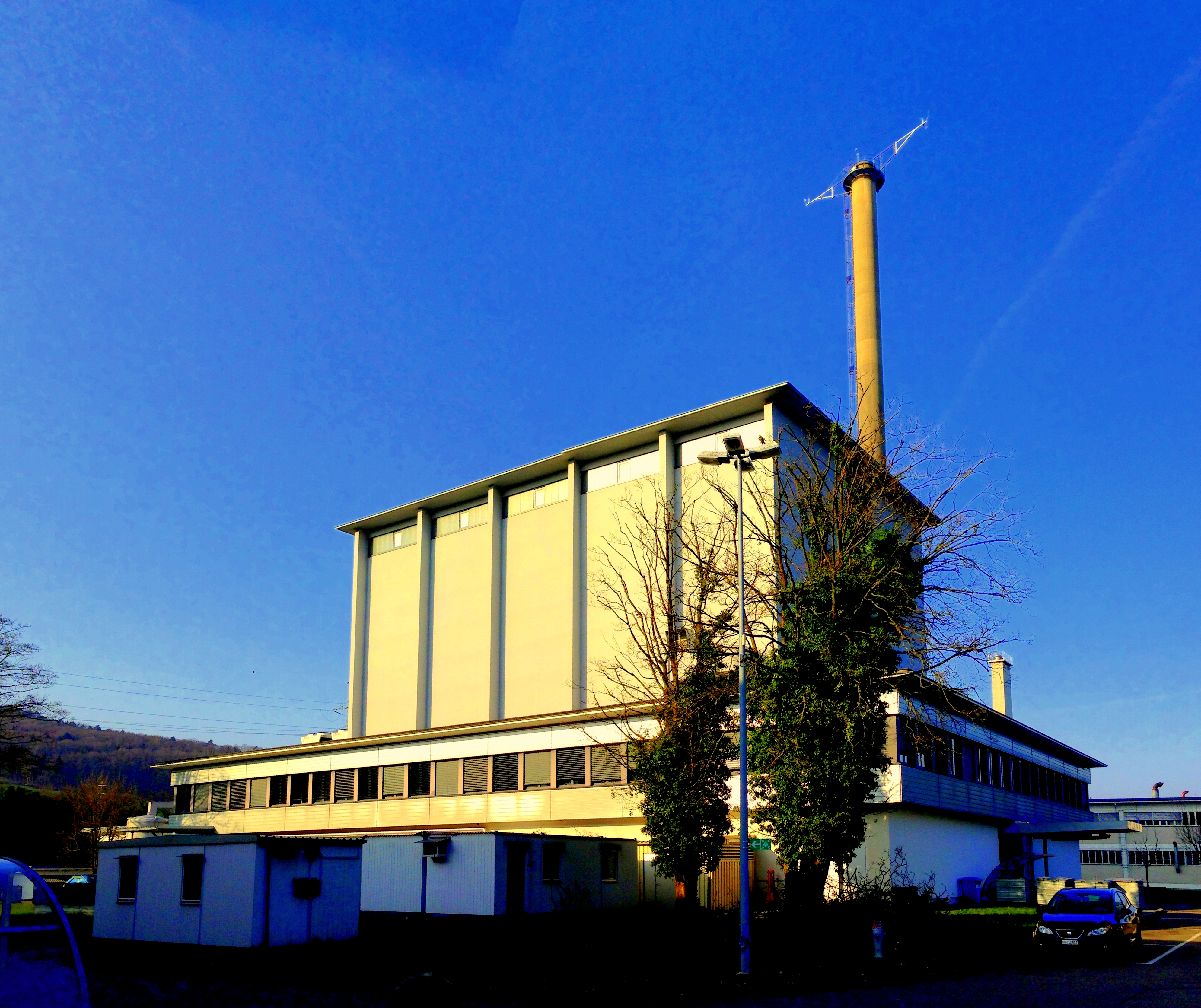
Forschungsreaktor DIORIT, PSI (10. März 2014)

Der Forschungsreaktor Diorit wurde seit 1977 nicht mehr betrieben. Erste Rückbaupläne wurden bereits seit Beginn der 80er Jahre erarbeitet.
Die letztliche Stilllegung wurde 1994 beschlossen.
Bei der Dekommissionierung des Diorit-Reaktors fielen die folgenden Mengen radioaktiven Abfalls an: u. a. 250 t Stahl, 120 t Beton, 5,4 t Aluminium und Legierungen sowie 45 t Graphit.
Die ausgebrannten Brennstäbe des Diorit-Reaktors werden in einem Behälter des Typs Castor 1c Diorit aufbewahrt und wurden 2004 ins Zentrale Zwischenlager (ZZL) der Zwilag transportiert.